# バレーボールナイジェリア女子代表
バレーボールナイジェリア女子代表（バレーボールナイジェリア じょしだいひょう）は、バレーボールの国際大会で編成されるナイジェリアの女子バレーボールナショナルチームである。

## 歴史
1972年に国際バレーボール連盟へ加盟。1982年世界選手権に初出場し、出場国中最下位の23位で終えた。2000年以降は予選で敗退し、2010年世界選手権もアフリカ予選2次ラウンドのグループ3位で敗退した。1993年に初出場のアフリカ選手権は準優勝4回を飾っている。

## 過去の成績

### オリンピックの成績
- 2004年 - 最終予選敗退
- 2008年 - 不出場

### 世界選手権の成績
1952年から1978年まで出場なし
- 1982年 - 23位
- 1986年 - 不出場
- 1990年 - 不出場
- 1994年 - 不出場
- 1998年 - 不出場
- 2002年 - アフリカ予選敗退
- 2006年 - アフリカ予選敗退
- 2010年 - アフリカ予選敗退

### アフリカ選手権の成績
| - 1993年 - 3位 - 1995年 - 準優勝 - 1997年 - 準優勝 - 1999年 - 3位 - 2001年 - 準優勝 | - 2005年 - 準優勝 - 2011年 - 8位 - 2017年 - 7位 - 2021年 - 4位 - 2023年 - 6位 |  |

## 歴代代表選手
- メソマチ・オケケアル